# チョン・インテク (俳優)
チョン・インテク（全仁沢、朝鮮語: 전인택、1952年6月18日 - ）は、京畿道平沢市出身の大韓民国の俳優。
特に、文化放送 (MBC) のテレビドラマへの出演機会が多く、脇役として様々な人物像を演じるベテラン俳優であり、2003年には、MBC演技大賞功労賞を受賞している。

## デビュー
- 1974年1月、日本に移住して東京で演劇俳優デビューし、1975年3月に大韓民国ソウル特別市に戻ってきた。その1年後の1976年に演劇俳優、文化放送 (MBC) の第8期公開採用タレントとしてデビューした[1]。
- ソン・ギユン（朝鮮語版）やキム・ドンヒョン（朝鮮語版）とともにデビューした。

## 学歴
- 1973年 - 東洋工業専門大学（東洋未来大学校（朝鮮語版）の前身）情報電子学科 専門学士
- 1987年 - 5年制 韓国放送通信大学校経営学科 学士
- 1998年 - 東国大学校文化芸術大学院演劇映画科 芸術学修士[1]

## おもな出演作

### ドラマ

#### MBC
- 1977年 日日連続史劇《옥녀》
- 1979年 6.25特集劇《최후의 증인》
- 1979年 日日連続劇《당신은 누구시길래》
- 1980年 週刊ドラマ《청춘의 초상》
- 1980年 農村ドラマ《전원일기》『田園日記』[1] ... キム・ヨンエ（김영애）の夫 ユ・ウィンシク（유원식） 役
- 1981年 週刊ドラマ《암행어사》
- 1983年 朝鮮王朝五百年《추동궁 마마》 ... 鎮安大君 李芳雨 役
- 1983年 反共ドラマ《3840 유격대》
- 1984年 朝鮮王朝五百年《설중매》 ... 安平大君 役
- 1985年 朝鮮王朝五百年《임진왜란》 ... 権韠（朝鮮語版） 役
- 1985年 ベストセラー劇場 《야망의 땅》
- 1986年 朝鮮王朝五百年《회천문》 ... 権韠 役
- 1988年 朝鮮王朝五百年《인현왕후》 ... 金萬重 役
- 1989年 ミニシリーズ《대도전》 ... 무룡 役
- 1992年 大河ドラマ《일출봉》 ... 염동 役
- 1992年 週末連続劇《아들과 딸》 ... 서준표 役
- 1993年 ミニシリーズ《일지매》 ... 포도대장 役
- 1993年 8.15特集劇 《낙동강》
- 1993年 大河ドラマ《제3공화국》『第3共和国』 ... イ・ビョンドゥ（이병두） 役
- 1994年 ミニシリーズ《마지막 승부》『ファイナル・ジャンプ』 ... 漢永大学校（朝鮮語版）バスケットボール部コーチ ユ・ハクス（유학수） 役[2]
- 1994年 大河ドラマ《야망》 ... 천민 출신 천주교도 김여삼 役
- 1995年 ミニシリーズ《호텔》 ... チェ・キフン（최기훈） 役
- 1995年 ミニシリーズ《거미》 ... イ・カンジュン（이강준） 役
- 1997年 ミニシリーズ《의가형제》『ドクターズ』 ... カンルン病院歯科カン・ジュンソプ科長（강릉병원 치과 강준섭 과장） 役[2]
- 1998年 ミニシリーズ《해바라기》 ... チャン・ヒョヌ（장현우）の兄チャン・ヒョンジュン（장현준） 役
- 2001年 大河ドラマ《홍국영》 ... ユク・ソニ（육손이） 役
- 2002年 ミニシリーズ《로망스》『ロマンス』
- 2002年 ミニシリーズ《리멤버》 ... イ・ヨンテ（이영태） 役
- 2003年 日曜朝ドラマ《1%의 어떤 것》『1%の奇跡』[1] ... ミン・ヒョクジュ（민혁주） 役[2]
- 2003年 大河ドラマ《대장금》『宮廷女官チャングムの誓い』[1] ... 内医院 内医正 鄭潤壽 役[2]
- 2003年 ミニシリーズ《다모》『チェオクの剣』 ... トクス（덕수） 役[2]
- 2004年 大河ドラマ《영웅시대》『英雄時代』 ... キム・ジェフン（김재홍） 役[2]
- 2005年 大河ドラマ《제5공화국》『第5共和国』 ... 特戦司令部 第1空挺特戦旅団長 朴熙道（朝鮮語版）将軍 役
- 2005年 大河ドラマ《신돈》『辛ドン 高麗中興の功臣』[1] ... 李穡 役[2]
- 2006年 日日連続劇《얼마나 좋길래》『どれだけ好きなの』 ... ソ・ピルドゥ（서필두） 役[2]
- 2008年 正月特集劇《쑥부쟁이》 ... 次男パク・ヨンドゥ（차남 박영두） 役
- 2008年 ミニシリーズ《스포트라이트》『スポットライト』 ... ウジンの父（우진 아버지） 役[2]
- 2009年 ミニシリーズ《돌아온 일지매》『美賊イルジメ伝』 ... チェ・セウン 役[2]
- 2009年 ミニシリーズ《2009 외인구단》『ストライク・ラブ』 ... 外人球団監督 ソン・ビョンホ（손병호） 役[2]
- 2010年 4部作 ドラマ《런닝, 구》『ランニング〜夢のその先に〜』 ... ク・サンマン（구상만） 役[2]
- 2010年 週末連続劇《민들레 가족》『素直に恋して』 ... ヨンス（영수） 役[2]
- 2011年 8.15特集劇《절정》 ... イ・カホ（李陸史の父） 役
- 2014年 週末連続劇《왔다! 장보리》『私はチャン・ボリ!』 ... パク・チョンハ（박종하） 役[2]
- 2015年 朝ドラマ（朝鮮語版）《내일도 승리》『明日もスンリ!』 ... ハン・テソン（한태성） 役[2]（1〜10回特別出演）

#### その他の放送局
- 1994年 SBS 朝連続劇（朝鮮語版）《그대의 창》 ... チョン・ジンソ（정진서） 役
- 1995年 KBS2 ドキュドラマ 《역사의 라이벌》
- 1996年 KBS2 納涼特集 伝説の故郷（朝鮮語版） 《숫돌바위》
- 1998年 KBS 1 大河ドラマ《왕과 비》『王と妃』[1] ... 世祖大王の執事イム・ウン 役[2]
- 2001年 KBS2 大河ドラマ《명성황후》『明成皇后』 ... 李容翊 役
- 2002年 KBS2 大河ドラマ《장희빈》 ... 金錫冑（朝鮮語版） 役
- 2003年 EBS テレビで見る原作動画（朝鮮語版） 《멋진 내 남자친구》 ... モクウの父さん（목우 아빠） 役
- 2003年 SBS 正月特集劇 《도토리묵》 ... 朴（박）先生 役
- 2003年 EBS テレビで見る原作動画 《과외전쟁》 ... エナの父（예나 부） 役
- 2003年 EBS テレビで見る原作動画 《꿈속의 친구》 ... ハユンの父さん（하윤 아빠） 役
- 2004年 EBS 子どもドラマ 《네 손톱 끝에 빛이 남아있어》 ... 연구소장 役
- 2005年 SBS ミニシリーズ《패션 70's》『ファッション70's』 ... コ・チャンフェ（고창회） 役[2]
- 2005年 EBS 青少年ドラマ 《겨울아이》 ... 상원 役
- 2007年 SBS週末特別企画ドラマ（朝鮮語版）《푸른 물고기》『ブルーフィッシュ』 ... イ・マンジェ（이만재） 役[2]
- 2009年 SBS 週末特別企画《찬란한 유산》『華麗なる遺産』 ... コ・ヒョンジュン（고평중） 役[2]
- 2011年 JTBC 大河ドラマ（朝鮮語版）《인수대비》『インス大妃』[1] ... 厳自治（朝鮮語版） 役[2]
- 2012年 SBSドラマ・スペシャル（朝鮮語版）《유령》『ファントム』 ... チョ・キャンムン（조경문） 役[2]
- 2013年 SBS月火ドラマ（朝鮮語版）《장옥정, 사랑에 살다》『チャン・オクチョン』 ... 顕宗 役[2]
- 2013年 - 2014年 SBSドラマ・スペシャル《별에서 온 그대》『星から来たあなた』[1] ... ソ・イファ（서이화）の父 役[2]
- 2016年 KBS2水木ドラマ（朝鮮語版）《태양의 후예》『太陽の末裔』 ... ユ・シジン（유시진）の父ユ・ヨングン（유영근） 役[2]
- 2016年 ネイバーTV（朝鮮語版） ウェブドラマ《투모로우보이》 ... 工房社長 役
- 2017年 KBS1日日連続劇（朝鮮語版）《무궁화 꽃이 피었습니다》『恋の花が咲きました』 ... チャ・サンチョル（차상철） 役[2]
- 2022年 KBS2日日連続劇（朝鮮語版）《황금 가면》『黄金の仮面』... ユ・テソン（유대성） 役[2]

### 映画
- 1985年《에미》
- 1986年《뛰는 자 나는 자》
- 1987年《박철수의 헬로 임꺽정》
- 1987年《두 여자의 집》 ... 윤지호 役
- 1991年《젊은 날의 초상》『若き日の肖像』[1] ... カルガリ（칼갈이） 役

### 演劇
- 《대한제국 조선 융희양제 이왕 순종》 ... 高宗皇帝イ・ヒョン 役（主役）